# Csukárdi Sándor
Csukárdi Sándor (Pápa, 1973 –) magyar humorista.

## Élete
Sikeres paródiáival ismerte meg a nyilvánosság az 1980-as évek végén, mikor társírója és színésze az 1993-as Ki mit tud?-győztes 7-4 Törpe HRT-nek.
Elismert amatőr színjátszó, sok színészi, rendezői díjjal. 1998-ban otthagyva a régi társulatokat, köztük az ismert 7-4 Törpe HRT csoportot, saját alkotóközösséget alapít (Szó és Kép Színpad), s csoportjának ír és rendez. Ez időben hivatásos színész Pataki Andrásnál a Forrás Színházban. A paródiaírást elhagyva a Szó és Kép Színpad részére mesejátékokat ír. 2005-ben Homokbödögén telepedik le, ahol megálmodja, majd a helyi önkormányzat és társulata segítségével létrehozza a Bödögei Komédiák Fesztivált, amely szűk öt év alatt összművészeti rendezvénnyé nőtte ki magát színházi bemutatókkal, néptánccal, könnyű- és komolyzenével.
Vadvacsorák című művéért 2015-ben Dramaturgiai Különdíjjal jutalmazzák, talán ez adja az első lökést, hogy ugyanezen a címen kiadja első önálló mesekönyvét. A Magyar Irodalmi Ház hatására egyre több írását veszi elő a fiókból, hogy megmérettesse őket szakmai fórumokon. Bemutatkozik novellaíróként is, és meséi mellett rövid karcolatai is elismeréseket kapnak, válogatott gyűjteményekben, antológiákban jelennek meg. Írásait több neves irodalmi folyóirat is leközli, többek között a Helyőrség, az Irodalmi Jelen, a Dörmögő Dömötör. 2018-ban a szakmai visszajelzések önálló novelláskötet kiadására ösztönzik. Megjelenik a Születni a facebookon, átfogó társadalomkritika, 14 karcolat nyomán, az értékválságról és az elidegenedésről. Humora főként Örkény István, Karinthy Frigyes hatását mutatja. 2020 novemberében a korábbi novelláskötetét is jegyző Kék- Fehér Kiadó jelenteti meg második mesekönyvét Az eltévedt Hópehelykisasszony és más mesék címmel. Az öt klasszikus stílusú ünnepi fabulában nagy hangsúlyt fektet a szerző a karakterek kidolgozására, az irodalmi meseszövésre. Lukács Katalin festőművész megismételhetetlen monotípiái színesítik a kiadványt. Dalszövegíróként is találkozhatunk írásaival, többek között A dal 2022 televíziós dalmustrán Ekanem Bálint Hideg szél című produkciójának szövegírójaként. 2022-ben, a 93. Ünnepi Könyvhétre jelenik meg az Irodalmi Rádió gondozásában második novelláskötete a Cirkusz boldog embereknek. Ezek a novellák a Születni a facebookon című kiadvány folytatásaként is felfoghatók. Míg ebben az elsőben kitapintja és illusztrálja az értékválság, az elidegenedés problémáit, és ezekkel kapcsolatos társadalmi kérdéseket tesz fel, addig új novelláiban már rávilágít válaszokra; ajánlásaiban a hit, mint mentsvár, mint kiút jelenik meg. Puha szatírával átitatott egyes novellái (Isteni interjú, Mennyország játék, A kovács megkísértése, A telhetetlenség háza) a példabeszédek hangulatát idézik.

## Elismerések
- 2001 Pápa, Pro Cultura Díszoklevél – művészeti munkáért.
- 2006 Vasvár, Irodalmi szerkesztői különdíj – Szapphó versek színpadi adaptációjáért.
- 2015 Vasvár, Dramaturgiai különdíj – Vadvacsorák c. meséért.
- 2016 Vasvár, Különdíj kimagasló dramaturgiai munkáért – A székely asszony meg az ördög c. meséért.
- 2017 Veszprém, III. díj – Születni a facebookon c. novella a Magyar Irodalmi Ház "Bonts szárnyakat" c. novellapályázatán.
- 2017 Budapest, Az eltévedt Hópehelykisasszony c. mese a Garbo Kiadó mesepályázatán.
- 2017 Isaszeg, III. díj – Credo Quia Absurdum című novella az A.K.Í.K. "Mindent lehet, de csak a jót szabad" alkotói pályázatán.
- 2017 Budapest, IV. helyezés – Jancsó kör című novella a K.I.K.E. "Amikor fellebben a függöny" c. novellapályázatán.
- 2017 Budapest, Legjobb mese díj – A Hová lett a hóember című mese a MeseLes pályázatán.
- 2017 Kisgyőr, Nívó Díj – Credo Quia Absurdum című novella A M.A.I.T. "A földről nézve" c. alkotói pályázatán.
- 2018 Budapest, Ezüst Minősítés – Szaniszló a nyurgaponty című novella, a Szárnypróbálgatók 2018 – as irodalmi pályázatán.
- 2018 Mécs László Irodalmi Társaság Primavera 2017 pályázatán Születni a facebookon című novella II. helyezés.
- 2018 Budapest Az Utolsó Olvasóért Társaság irodalmi pályázatán Credo Quia Absurdum című novella Különdíjban részesült.
- 2019 Budapest, Ezüst Minősítés – A pizsama viselője című novella, a Szárnypróbálgatók 2019-es irodalmi pályázatán.
- 2019 Algyő – Jelek 2019 Irodalmi pályázaton Lapot húzni Darwinra című novella különdíjban részesült.
- 2019 Budapest – Aposztrof Kiadó irodalmi pályázatán a Lapot húzni Darwinra című novella elnyerte a pályázat egyik különdíját.
- 2020 Budapest – Lapot húzni Darwinra című novella a Szárnypróbálgatók 2020-as megmérettetésén Arany Minősítést kapott.
- 2020 Budapest - Hogyan öltem meg Pista bácsit? című novella az Irodalmi Rádió Életünk és ihletünk... pályázatán II. helyezés.[9]
- 2020 Algyő – Jelek 2020 Irodalmi pályázaton Egy lomtalanítás naplója című novella különdíjban részesült.
- 2021 Budapest- Egy lomtalanítás naplója című írása az Irodalmi Rádió Novellák 2020 pályázatán III. helyezést ért el.
- 2021 Budapest- Mennyország játék című novellája a Szárnypróbálgatók 2021-es megmérettetésén Arany Minősítést kapott.
- 2022 Budapest- Születni a facebookon című novellája a Szárnypróbálgatók 2022-es pályázatán Arany Minősítést kapott.
- 2023 Budapest- A kovács megkísértése című novellája a Szárnypróbálgatók 2023-as pályázatán Arany Minősítést kapott, valamint elnyerte a nevezett pályázat II. díját próza kategóriában. A díjat többek között Baranyi Ferenc Kossuth- díjas író, költő, és Góg János Juhász Gyula- díjas költő ítélte a szerzőnek.
- 2023 Algyő -Jelek 2020 Irodalmi pályázaton Stig Severinsen című novella elnyerte a pályázat II. helyezésének díját.
- 2024 Budapest- Az Irodalmi Rádió két alkotói pályázatán is sikeresen szerepelt verseivel. "Az év trubadúrja" pályázatán Szélből fontál című verse kapott Különdíjat, a "Falvak, városok" című pályázaton pedig II. helyezést ért el Homokbödögén című tájleíró verssével.

Forrás: Magyar Irodalmi Ház

## Megjelenések
- 2016 Miskolc, Vadvacsorák c. mesekönyv (Könyvműhely)
- 2017 Veszprém, Születni a facebookon c. novella (Magyar Irodalmi Ház: Születés)
- 2017 Budapest, Az eltévedt hópehely kisasszony című mese  (Garbo Kiadó: Mesehajó)
- 2017 Budapest, Vadvacsorák című mesekönyv (Novum Publishing)
- 2018 Csongrád, Szaniszló a nyurgaponty című novella (Raszter Kiadó: Szárnypróbálgatók 2018)
- 2018 Debrecen, Borozgatánk apámmal című novella (Mosolyvirág: Életmesék)
- 2018 Miskolc, Borozgatánk apámmal[11] című novella (Irodalmi Rádió: Álmodból fogantam)
- 2018 Pápa, Hová lett a hóember? című mese (Gyermekjóléti Alapítvány: Tavasztündér meséi)
- 2018 Pápa, Hókoróval című novella (Országos Mécs László Társaság :Vers, novella, kisregény)
- 2018 Budapest, Credo Quia Absurdum című novella (Magyar Irodalmi Ház: Ezerszín)
- 2018 Győr, Jancsó kör és Egy lomtalanítás naplója című novellák (Gyermekjóléti Alapítvány: A szavak ereje)
- 2018 Győr, Segítőkész emberek című novella (Gyermekjóléti Alapítvány: Adventi varázs)
- 2018 Győr, Születni a facebookon önálló novellakötet[12] (Kék-Fehér Kiadó, Pápa)[13]
- 2018 Budapest, Credo Quia Absurdum című novella megjelenése Az Utolsó Olvasóért Társaság Gyöngyök a porban című antológiájában
- 2019 Csongrád, A pizsama viselője című novella (Raszter Kiadó: Szárnypróbálgatók 2019)
- 2019 Budapest, Hová lett a hóember? és A három lusta hónap című mesék (Magyar Irodalmi Ház: Zűrhajó)
- 2019 Debrecen, Születni a facebookon című novella (Mosolyvirág: Életmesék)
- 2019 Algyő, Lapot húzni Darwinra című novella  (Algyői Könyvtár: Jelek 2019)
- 2019 Budapest, Lapot húzni Darwinra című novella (Aposztróf kiadó:Dimenzió 10)
- 2020 Budapest, Lapot húzni Darwinra című novella (Raszter Kiadó: Szárnypróbálgatók 2020)
- 2020 Miskolc, Mennyország játék című novella (Holnap Magazin: Tükörben)
- 2020 Budapest, Hogyan öltem meg Pista bácsit? novella (Irodalmi Rádió: Életünk és ihletünk a COVID 19 idején)
- 2020 Budapest, Halálos tévedés novella (Aposztróf Kiadó: Dimenziók 11)
- 2020 Budapest, Holtodiglan novella (Albertfalvi Közösségi Ház: Újbudai dekameron)
- 2020 Algyő, Egy lomtalanítás naplója című novella  (Algyői Könyvtár: Jelek 2020)
- 2020 Pápa, Megjelenik újabb önálló mesekönyve[14] Az eltévedt Hópehelykisasszony és más mesék címmel. (Kék-fehér Kiadó, Pápa 2020)[15]
- 2021 Budapest, Mennyország játék című novella (Raszter Kiadó: Szárnypróbálgatók 2021)
- 2021 Budapest, Egy lomtalanítás naplója novella (Irodalmi Rádió: Dolgaink)
- 2021 Csongrád, Mennyország játék című novella (Raszter Kiadó: Szárnypróbálgatók 2021)
- 2021 Helyőrség.ma megjelenik A Czigány metamorfózis c. írása, Czigány Dezső életrajzára épülő novellája, valamint egy szleng-vers Petőfi Sándor: Arany Jánoshoz
- 2021 Miskolc, Credo Quia Absurdum c. írása sikeresen szerepel és megjelenik az Irodalmi Rádió Szegény az ördög mert nincsen neki lelke elnevezésű antológiában
- 2022 Csongrád, Születni a facebookon című novellája megjelenik a Szárnypróbálgatók 2022 c. antológiában (Raszter Kiadó, Szárnypróbálgatók 2022)
- 2022 Miskolc, Megjelenik második novelláskötete Cirkusz boldog embereknek címmel (Irodalmi Rádió, 2022)
- 2022 Helyőrség.ma közli Egy lomtalanítás naplója és a Születni a facebookon című novelláját,[16][17]
- 2022 Budapest, Megjelenik Előszó egy csókhoz című novellája az Irodalmi Rádió által szerkesztett antológiában (Irodalmi Rádió, Lakótelepi Hófehér 2022)
- 2023 Csongrád, A kovács megkísértése című novellája megjelenik a Szárnypróbálgatók 2023 c. antológiában (Raszter Kiadó, Szárnypróbálgatók 2023)
- 2023 Miskolc, nyomtatásban először jelenik meg verse a Tavaszi szél antológiában. A költemény Petőfi Sándor születésének 200. évfordulójára íródik, címe A pápai Irodalmi Rádió, Tavaszi szél 2023)
- 2023 Csongrád, meghívásos antológiában szerepel Előszó egy csókhoz c. novellájával és A pápai című versével az Alföldi paletta 2023 antológiában (Raszter Kiadó, Alföldi paletta 2023)
- 2023 Piliscsaba, Megjelenik Kotász Károly festőművész születésének 150. évfordulója alkalmából az Ég és föld című képzőművészeti és irodalmi album, melyben Ara című költeménye kap helyet a festőművész azonos című alkotása mellett. (Kotász Kiadó, Ég és föld 2023)
- 2023 Algyő, Stig Severinsen című novella megjelenése a Jelek 2023 antológiában (Algyői Könyvtár: Jelek 2023)
- 2024 Budapest, Szélből fontál című verse megjelent a Szerelmemnek Valentin napra 2024 című szerelmes gyűjteményben (Irodalmi Rádió: Szerelmemnek Valentin napra, 2024)
- 2024 Budapest, Homokbödögén című tájleíró verse megjelent a Falvak, városok antológiában. (Irodalmi Rádió: Falvak, városok, 2024)
- 2024 Budapest, A  kovács megkísértése című novella megjelenése a Hegyen nem történik semmi c. antológiája (Irodalmi Rádió kiadása)

Forrás: Magyar Irodalmi Ház, https://helyorseg.ma/rovat/novella/csukardi-sandor-a-czigany-metamorfozis